# Caspar Salmon
Caspar Salmon est un acteur français né en 1981.

## Filmographie

### Cinéma
- 1991 : Le Voleur d'enfants : Antoine
- 1996 : L'Élève : Morgan
- 1996 : Le Roi des aulnes : Abel jeune

### Télévision
- 1993 : Maria des Eaux-Vives : Mathieu